# Marko Maravič
Marko Maravič (Lubiana, 26 giugno 1979) è un allenatore di pallacanestro ed ex cestista sloveno.

## Carriera
Con la Slovenia ha disputato i Campionati europei del 2005.

## Palmarès
- Coppa di Slovenia: 1

Union Olimpija: 2009
- Supercoppa slovena: 1

Union Olimpija: 2003